# Кубок чемпіонів КОНКАКАФ 2024
Кубок чемпіонів КОНКАКАФ 2024 — 59-й турнір між найкращими клубами Північної, Центральної Америки та Карибського басейну.

## Учасники
У турнірі беруть участь 27 клубів із 10 асоціацій. 18 клубів представляють Північну Америку, 6 — Центральну Америку, 3 — Карибський басейн.
| Чемпіонат                              | Клуб         | Кваліфікація                                                                                         | К-ть турнірів (останній) | Найвище досягнення (останнє) |
| -------------------------------------- | ------------ | --- | ------------------------ | ---------------------------- |
| Клубний чемпіонат КФУ                  | Робінгут     | Переможець Клубного чемпіонату КФУ 2023 року                                                         | 13 (1994)                | Фіналіст (1983)              |
| Центральноамериканський кубок КОНКАКАФ | Алахуеленсе  | Переможець Центральноамериканського кубка КОНКАКАФ 2023 року                                         | 26 (2023)                | Чемпіон (2004)               |
| Кубок Ліг                              | Інтер Маямі  | Переможець Кубка Ліг 2023 року                                                                       | -                        | Дебют                        |
| Прімера Дивізіон (Мексика)             | Пачука       | Переможець плей-оф Апертури з більшою сумою балів у загальній таблиці Прімера Дивізіону 2022–23 року | 9 (2023)                 | Чемпіон (2016–17)            |
| МЛС                                    | Коламбус Крю | Чемпіон МЛС 2023 року                                                                                | 4 (2021)                 | 1/4 фіналу (2021)            |

| Чемпіонат                                         | Клуб                 | Кваліфікація                                                                                       | К-ть турнірів (останній) | Найвище досягнення (останнє) |
| ------------------------------------------------- | -------------------- | -------------------------------------------------------------------------------------------------- | ------------------------ | ---------------------------- |
| Чемпіонат Канади                                  | Ванкувер Вайткепс    | Переможець чемпіонату Канади 2023 року                                                             | 3 (2023)                 | 1/2 фіналу (2016–17)         |
| Прем'єр-ліга Канада (2 клуби)                     | Форч                 | Переможець регулярного сезону канадської прем'єр-ліги 2023 року                                    | 1 (2022)                 | 1/8 фіналу (2022)            |
| Прем'єр-ліга Канада (2 клуби)                     | Кавалрі              | Переможець плей-оф сезону канадської прем'єр-ліги 2023 року                                        | -                        | Дебют                        |
| Клубний чемпіонат КФУ (2 клуби)                   | Кавалер              | Фіналіст Клубного чемпіонату КФУ 2023 року                                                         | -                        | Дебют                        |
| Клубний чемпіонат КФУ (2 клуби)                   | Мока                 | 3-тє місце Клубного чемпіонату КФУ 2023 року                                                       | -                        | Дебют                        |
| Центральноамериканський кубок КОНКАКАФ (5 клубів) | Реал Естелі          | Фіналіст Центральноамериканського кубка КОНКАКАФ 2023 року                                         | 7 (2021)                 | 1/8 фіналу (2021)            |
| Центральноамериканський кубок КОНКАКАФ (5 клубів) | Індепендьєнте        | Півфіналісти Центральноамериканського кубка КОНКАКАФ 2023 року                                     | 1 (2019)                 | 1/4 фіналу (2019)            |
| Центральноамериканський кубок КОНКАКАФ (5 клубів) | Ередіано             | Півфіналісти Центральноамериканського кубка КОНКАКАФ 2023 року                                     | 13 (2019)                | 1/2 фіналу (2014–15)         |
| Центральноамериканський кубок КОНКАКАФ (5 клубів) | Комунікасьонес       | Переможці плей-оф Центральноамериканського кубка КОНКАКАФ 2023 року                                | 7 (2022)                 | 1/4 фіналу (2022)            |
| Центральноамериканський кубок КОНКАКАФ (5 клубів) | Сапрісса             | Переможці плей-оф Центральноамериканського кубка КОНКАКАФ 2023 року                                | 35 (2022)                | Переможець (2005)            |
| Кубок Ліг (2 клуби)                               | Нашвілл              | Фіналіст Кубка Ліг 2023 року                                                                       | -                        | Дебют                        |
| Кубок Ліг (2 клуби)                               | Філадельфія Юніон    | Третє місце Кубка Ліг 2023 року                                                                    | 2 (2023)                 | 1/2 фіналу (2023)            |
| Прімера Дивізіон (Мексика) (5 клубів)             | УАНЛ Тигрес          | Переможець плей-оф Клаусури з меншою сумую очок у загальній таблиці Прімера Дивізіону 2022–23 року | 9 (2023)                 | Переможець (2020)            |
| Прімера Дивізіон (Мексика) (5 клубів)             | Толука               | Фіналіст плей-оф Апертура Прімера Дивізіону 2022–23 року                                           | 12 (2019)                | Переможець (2003)            |
| Прімера Дивізіон (Мексика) (5 клубів)             | Гвадалахара          | Фіналіст плей-оф Клаусура Прімера Дивізіону 2022–23 року                                           | 8 (2018)                 | Переможець (2018)            |
| Прімера Дивізіон (Мексика) (5 клубів)             | Монтеррей            | Наступні двоє найкращих команд у загальній таблиці Прімера Дивізіону 2022–23 року                  | 11 (2021)                | Переможець (2021)            |
| Прімера Дивізіон (Мексика) (5 клубів)             | Америка              | Наступні двоє найкращих команд у загальній таблиці Прімера Дивізіону 2022–23 року                  | 15 (2021)                | Переможець (2015–16)         |
| МЛС (4 клуби)                                     | Цинциннаті           | 1-ше місце загальної таблиці сезону МЛС 2023 року                                                  | -                        | Дебют                        |
| МЛС (4 клуби)                                     | Сент-Луїс Сіті       | 1-ше місце західної конференції сезону МЛС 2023 року                                               | -                        | Дебют                        |
| МЛС (4 клуби)                                     | Орландо Сіті         | Наступні дві найкращі команди у загальній таблиці сезону МЛС 2023 року                             | 1 (2023)                 | 1/8 фіналу (2023)            |
| МЛС (4 клуби)                                     | Нью-Інгленд Революшн | Наступні дві найкращі команди у загальній таблиці сезону МЛС 2023 року                             | 5 (2022)                 | 1/4 фіналу (2022)            |
| Відкритий кубок США                               | Х'юстон Динамо       | Переможець Відкритого кубка США 2023 року                                                          | 7 (2019)                 | 1/2 фіналу (2008)            |

## Формат
Розклад турніру:
| Раунд        | Перший матч       | Повторний матч            |
| ------------ | ----------------- | ------------------------- |
| Перший раунд | 6–15 лютого 2024  | 22–29 лютого 2024         |
| 1/8 фіналу   | 5–7 березня 2024  | 12–14 березня 2024        |
| 1/4 фіналу   | 2–4 квітня 2024   | 9–11 квітня 2024          |
| 1/2 фіналу   | 23–25 квітня 2024 | 30 квітня — 2 травня 2024 |
| Фінал        | 2 червня 2024     | 2 червня 2024             |

## Перший раунд
| Команда 1         | Заг.    | Команда 2            | 1-й матч | 2-й матч |
| ----------------- | ------- | -------------------- | -------- | -------- |
| Сапрісса          | 5–6     | Філадельфія Юніон    | 2–3      | 3–3 дч   |
| Ередіано          | 4–4 (в) | Толука               | 1–2      | 3–2      |
| Реал Естелі       | 2–3     | Америка              | 2–1      | 0–2      |
| Форч              | 2–5     | Гвадалахара          | 1–3      | 1–2      |
| Індепендьєнте     | 0–4     | Нью-Інгленд Революшн | 0–1      | 0–3      |
| Сент-Луїс Сіті    | 2–2 (в) | Х'юстон Динамо       | 2–1      | 0–1      |
| Ванкувер Вайткепс | 1–4     | УАНЛ Тигрес          | 1–1      | 0–3      |
| Кавалрі           | 1–6     | Орландо Сіті         | 0–3      | 1–3      |
| Комунікасьонес    | 1–7     | Монтеррей            | 1–4      | 0–3      |
| Кавалер           | 0–6     | Цинциннаті           | 0–2      | 0–4      |
| Мока              | 0–7     | Нашвілл              | 0–3      | 0–4      |

## 1/8 фіналу
| Команда 1            | Заг. | Команда 2    | 1-й матч | 2-й матч |
| -------------------- | ---- | ------------ | -------- | -------- |
| Філадельфія Юніон    | 0–6  | Пачука       | 0–0      | 0–6      |
| Ередіано             | 3–1  | Робінгут     | 2–0      | 1–1      |
| Гвадалахара          | 3–5  | Америка      | 0–3      | 3–2      |
| Нью-Інгленд Революшн | 5–1  | Алахуеленсе  | 4–0      | 1–1      |
| Х'юстон Динамо       | 1–2  | Коламбус Крю | 0–1      | 1–1      |
| Орландо Сіті         | 2–4  | УАНЛ Тигрес  | 0–0      | 2–4      |
| Цинциннаті           | 1–3  | Монтеррей    | 0–1      | 1–2      |
| Нашвілл              | 3–5  | Інтер Маямі  | 2–2      | 1–3      |

## 1/4 фіналу
| Команда 1    | Заг.         | Команда 2            | 1-й матч | 2-й матч |
| ------------ | ------------ | -------------------- | -------- | -------- |
| Пачука       | 7–1          | Ередіано             | 5–0      | 1–1      |
| Америка      | 9–2          | Нью-Інгленд Революшн | 4–0      | 5–2      |
| Коламбус Крю | 2–2 пен. 4–3 | УАНЛ Тигрес          | 1–1      | 1–1      |
| Монтеррей    | 5–2          | Інтер Маямі          | 2–1      | 3–1      |

## 1/2 фіналу
| Команда 1    | Заг. | Команда 2 | 1-й матч | 2-й матч |
| ------------ | ---- | --------- | -------- | -------- |
| Пачука       | 3–2  | Америка   | 1–1      | 2–1      |
| Коламбус Крю | 5–2  | Монтеррей | 2–1      | 3–1      |

## Фінал
| Команда 1     | Рахунок | Команда 2    |
| ------------- | ------- | ------------ |
| 1 червня 2024 |         |              |
| Пачука        | 3:0     | Коламбус Крю |